# Гаскелл (Арканзас)
Гаскелл (англ. Haskell) — місто (англ. city) в США, в окрузі Салін штату Арканзас. Населення — 3956 осіб (2020).

## Географія
Гаскелл розташований на висоті 91 метр над рівнем моря за координатами 34°30′33″ пн. ш. 92°38′31″ зх. д. / 34.50917° пн. ш. 92.64194° зх. д. (34.509238, -92.641861).  За даними Бюро перепису населення США в 2010 році місто мало площу 13,02 км², з яких 12,96 км² — суходіл та 0,06 км² — водойми.

## Демографія
Згідно з переписом 2010 року, у місті мешкало 3990 осіб у 1214 домогосподарствах у складі 953 родин. Густота населення становила 307 осіб/км².  Було 1305 помешкань (100/км²). 
Расовий склад населення:
| - 89,7 % — білих - 6,6 % — чорних або афроамериканців - 0,9 % — корінних американців - 0,4 % — азіатів - 0,1 % — вихідців з тихоокеанських островів - 1,0 % — осіб інших рас |

До двох чи більше рас належало 1,3 %. Іспаномовні складали 2,9 % від усіх жителів.
За віковим діапазоном населення розподілялося таким чином: 26,7 % — особи молодші 18 років, 63,6 % — особи у віці 18—64 років, 9,7 % — особи у віці 65 років та старші. Медіана віку мешканця становила 33,6 року. На 100 осіб жіночої статі у місті припадало 116,4 чоловіків;  на 100 жінок у віці від 18 років та старших — 115,4 чоловіків також старших 18 років.
Середній дохід на одне домашнє господарство  становив 57 851 долар США (медіана — 57 331), а середній дохід на одну сім'ю — 61 381 долар (медіана — 61 833). Медіана доходів становила 53 435 доларів для чоловіків та 25 769 доларів для жінок. За межею бідності перебувало 14,7 % осіб, у тому числі 22,0 % дітей у віці до 18 років та 0,0 % осіб у віці 65 років та старших.
Цивільне працевлаштоване населення становило 1931 осіб. Основні галузі зайнятості: роздрібна торгівля — 24,3 %, освіта, охорона здоров'я та соціальна допомога — 22,3 %, публічна адміністрація — 12,3 %, виробництво — 10,9 %.
За даними перепису населення 2000 року в Гаскеллі проживало 2645 осіб, 563 родини, налічувалося 724 домашніх господарств і 762 житлових будинки. Середня густота населення становила близько 218,6 осіб на один квадратний кілометр. Расовий склад Гаскелла за даними перепису розподілився таким чином: 89,07 % білих, 8,77 % — чорних або афроамериканців, 0,72 % — корінних американців, 0,23 % — азіатів, 1,02 % — представників змішаних рас, 0,19 % — інших народів. іспаномовні склали 1,36 % від усіх жителів міста.
З 724 домашніх господарств в 42,8 % — виховували дітей віком до 18 років, 60,2 % представляли собою подружні пари, які спільно проживали, в 12,8 % сімей жінки проживали без чоловіків, 22,2 % не мали сімей. 18,4 % від загального числа сімей на момент перепису жили самостійно, при цьому 6,8 % склали самотні літні люди у віці 65 років та старше. Середній розмір домашнього господарства склав 2,66 особи, а середній розмір родини — 3,03 особи.
Населення міста за віковим діапазоном за даними перепису 2000 року розподілилося таким чином: 21,8 % — жителі молодше 18 років, 8,5 % — між 18 і 24 роками, 36,4 % — від 25 до 44 років, 20,9 % — від 45 до 64 років і 12,4 % — у віці 65 років та старше. Середній вік мешканця склав 36 років. На кожні 100 жінок в Гаскеллі припадало 126,5 чоловіків, у віці від 18 років та старше — 131,7 чоловіків також старше 18 років.
Середній дохід на одне домашнє господарство в місті склав 33 583 долара США, а середній дохід на одну сім'ю — 38 438 доларів. При цьому чоловіки мали середній дохід в 28 547 доларів США на рік проти 21 346 доларів середньорічного доходу у жінок. Дохід на душу населення в місті склав 13 692 долари на рік. 12,7 % від усього числа сімей в окрузі і 22,1 % від усієї чисельності населення перебувало на момент перепису населення за межею бідності, при цьому 18 % з них були молодші 18 років і 16,3 % — у віці 65 років та старше.